# Hilda Kari
Hilda Thugea Kari (geborene Auvi; * 1949) ist eine ehemalige salomonische Politikerin und Ministerin. Sie wurde 1989 als erste Frau in das Nationalparlament des Landes gewählt.

## Werdegang
Hilda Kari wurde in Australien ausgebildet und war Beamtin im Ministerium für Außenhandel, Industrie und Arbeit, als sie im August 1976 zur ersten hauptamtlichen Arbeitsinspektorin ernannt wurde. Später übernahm sie eine leitende Position in der Gesundheitsverwaltung und wurde Präsidentin des Nationalen Frauenrats.
Nachdem Waita Ben Tabusasi Sprecher des Parlaments wurde, gewann Kari 1989 die Nachwahl im Bezirk North East Guadalcanal. Sie wurde 1993 und 1997 als Abgeordnete für East Central Guadalcanal wiedergewählt. Im Kabinett von Bartholomew Ulufa'alu wurde sie 1997 Ministerin für Wälder, Naturschutz und Umwelt, unter seinem Nachfolger Manasseh Sogavare diente sie als Ministerin für Frauen, Jugend und Sport.
Kari kandidierte 2010 ohne Erfolg für den Sitz von North East Guadalcanal. Zwei Jahre später zog Vika Lusibaea als zweite Frau in das Nationalparlament ein. Im Jahr 1993 hatten neun Frauen erfolglos kandidiert.